# Djengreng
Djengreng est une localité de la commune de Wina, au Cameroun. Elle est située dans la région de l'Extrême-Nord, dans le département du Mayo-Danay, à la frontière avec le Tchad.

## Situation géographique
Djengreng est situé à 10° 3' 52" Nord de latitude et 15° 13' 26" Est de longitude. Djengreng est situé sur les rives du lac Fianga, lac qui traverse la frontière avec le Tchad.

## Population
Lors du recensement de 2005, on y a dénombré 2 130 habitants. La majeure partie de la population vit grâce à l'agriculture et à la pêche.

## Infrastructures
Djengreng dispose d'une école primaire, d'un CES (collège d'enseignement secondaire) et d'un lycée d'enseignement général.